# Université de Lusaka
L'université de Lusaka (en anglais : University of Lusaka ou UNILUS) est une université privée située à Lusaka, la capitale de la Zambie.

## Source
- (en) Cet article est partiellement ou en totalité issu de l’article de Wikipédia en anglais intitulé « University of Lusaka » (voir la liste des auteurs).